# Casa

Um sinal arquetípico da ideia de residência. A construção composta por telhado de duas águas é um modelo clássico tanto para a casa quanto para a própria arquitetura. Este sinal especificamente é usado no sistema rodoviário sueco.

Casa (do latim casa), residência ou moradia é, no seu sentido mais comum, um conjunto de paredes, cômodos e teto construídos pelo ser humano com a finalidade de constituir um espaço de habitação para um indivíduo ou conjunto de indivíduos para que estejam protegidos dos fenômenos naturais exteriores (como a chuva, o vento, calor e frio etc.), além de servir de refúgio contra ataques de terceiros. Apesar de seu caráter artificial em relação às construções naturais, originalmente o homem utilizou-se de formações naturais, como cavernas, para suprimir as demandas de uma residência, porém estas estruturas tendem a caracterizar-se mais como um abrigo que como um lar. Neste sentido, a casa é entendida como a estrutura que para além de constituir-se como abrigo, define-se como uma construção cultural de uma dada sociedade. A residência, portanto, corresponde ao arquétipo da habitação — termo que normalmente é empregado por especialistas para se referir ao ato de morar e às suas várias possibilidades e configurações, enquanto a casa é entendida como o objeto da moradia.
O termo lar, por outro lado, ainda que possa ser considerado um sinônimo de casa, apresenta uma conotação mais afetiva e pessoal: é a casa vista como o lugar próprio de um indivíduo (ou seja, aquilo que constitui sua propriedade), onde este tem a sua privacidade e onde a parte mais significativa da sua vida pessoal se desenrola. Apesar da modernidade ter afastado sobremaneira o indivíduo de sua casa (posto que ele passou a vivenciar longos períodos do dia fora de casa, trabalhando, recreando-se ou circulando pela cidade), o lar sempre foi considerado uma referência à ideia de família, de tal forma que a palavra costuma ser usada com este significado. Uma visão também tradicional a respeito da estrutura de uma sociedade considera a família como sua unidade fundamental, enquanto a casa corresponderia à unidade fundamental de uma da aglomeração urbana, sendo fundamental à sua existência e constituição.

## Arquitetura

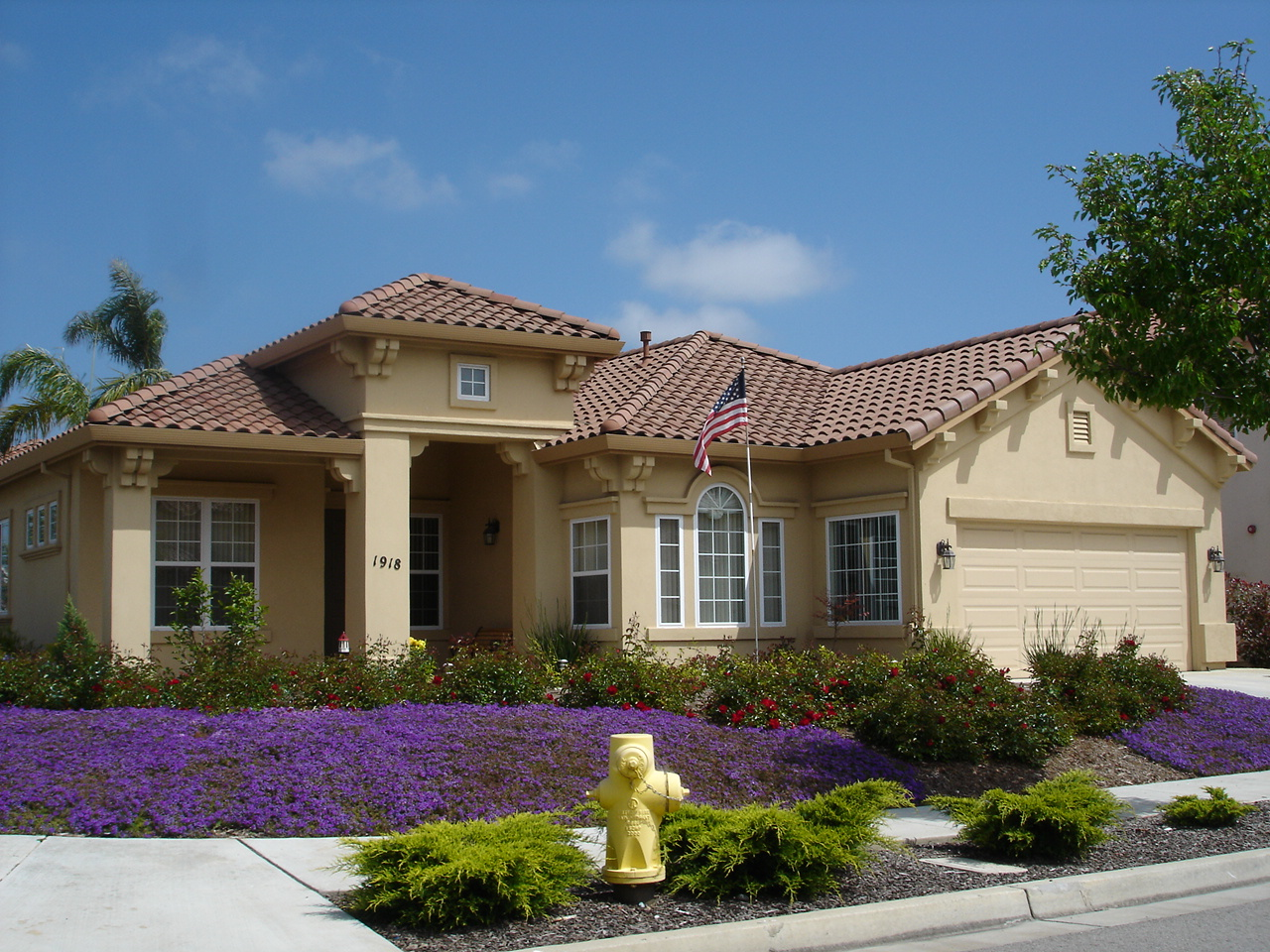
Uma típica casa suburbana na Califórnia, Estados Unidos

A residência (e a habitação, de uma forma geral) é um dos principais programas a serem estudados pela arquitetura e pelos arquitetos de uma forma geral. Também foi, ao longo da história, um dos programas mais utilizados como forma de expressar as novas ideias e as mudanças nas correntes de pensamento arquitetônico.
A constituição da forma, dos usos e da função de uma casa é sempre resultado de um processo sociocultural: havendo de um lado a participação do projetista, por outro lado atuam hábitos sociais consolidados, preconceitos relacionados ao modo de viver, a legislação do lugar e as limitações econômicas.

### Tipologias

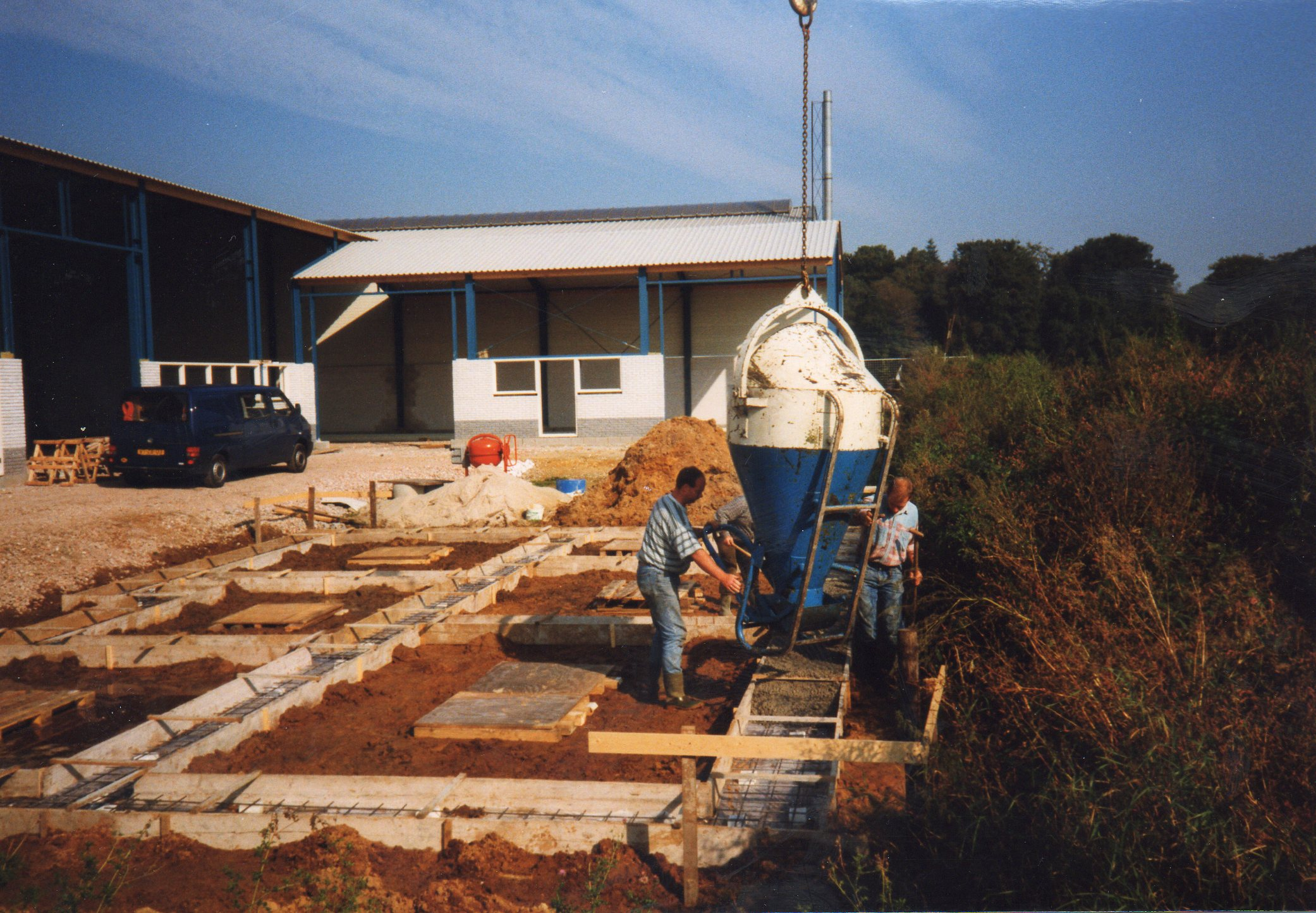
Fundação de uma casa

No mundo urbanizado contemporâneo podem ser verificadas diferentes tipologias habitacionais. Estas tipologias costumam ser encontradas em uma mesma região urbana, visto que elas fazem parte de uma mesma cultura e de um mesmo conjunto de hábitos daquele povo. Por outro lado, determinadas tipologias são propostas de tempos em tempos por algumas correntes arquitetônicas novas ou por indivíduos desejosos de novas experiências urbanas. De qualquer forma, as tipologias próprias de uma região ou de um povo são sempre limitadas pela legislação urbanística de uso e ocupação do solo daquele lugar: dependendo do zoneamento de cada região, incentiva-se a construção de residências isoladas ou proíbe-se, por exemplo, a produção de apartamentos. Tal legislação é, porém, resultado também dos hábitos daquele lugar confrontados com novos estudos profissionais.
De qualquer forma, como em qualquer sociedade capitalista, as tipologias verificadas em uma dada região são sempre influenciadas pelas demandas e limitações do mercado imobiliário local: se por um lado este tenta vender aquilo que as pessoas estão acostumadas a comprar, por outro lado ele procurará criar novas tipologias mais lucrativas e fará publicidade delas.
É possível encontrar nas grandes cidades exemplares das seguintes tipologias:

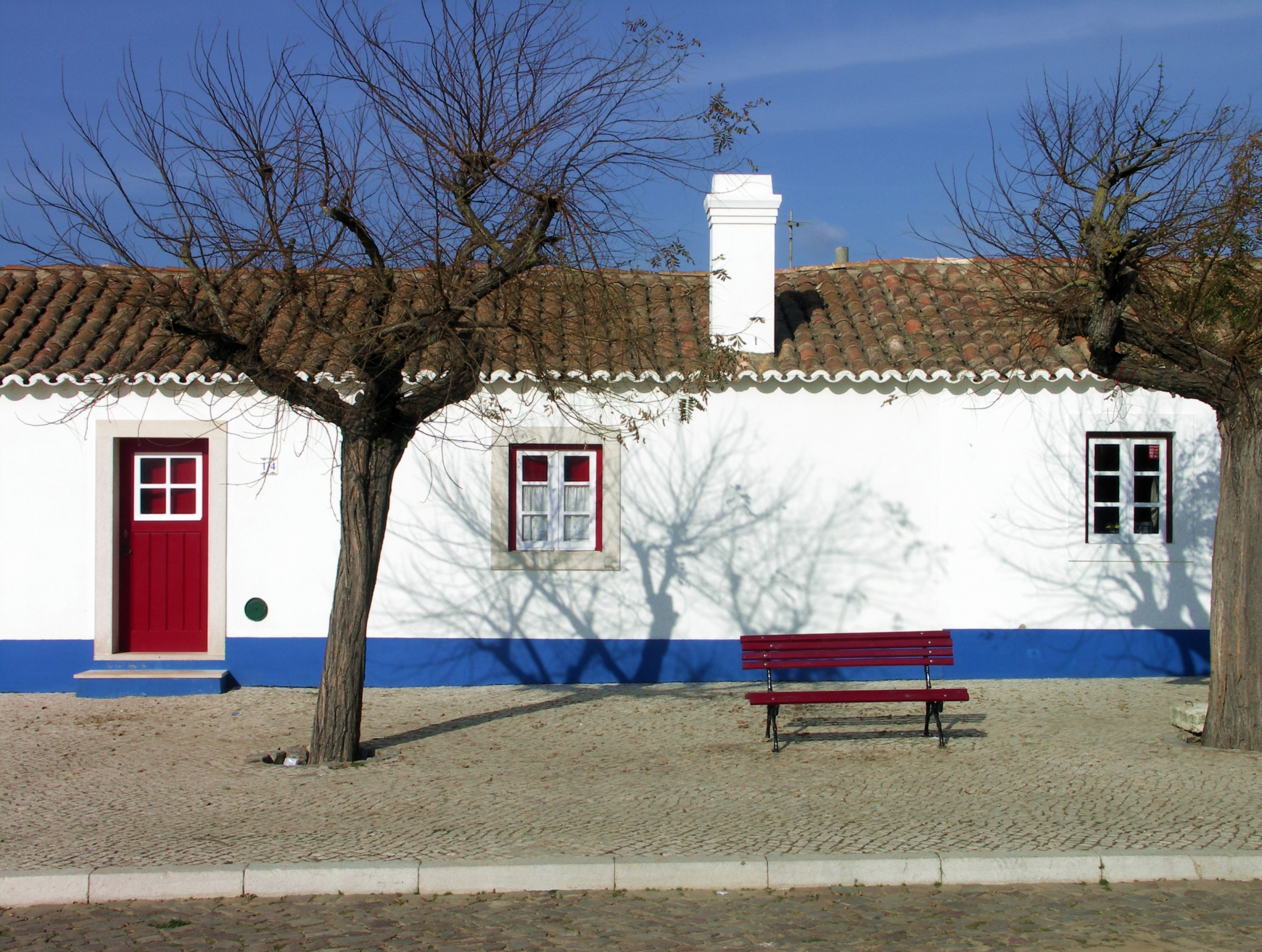
Alentejo, Portugal

#### Residência unifamiliar

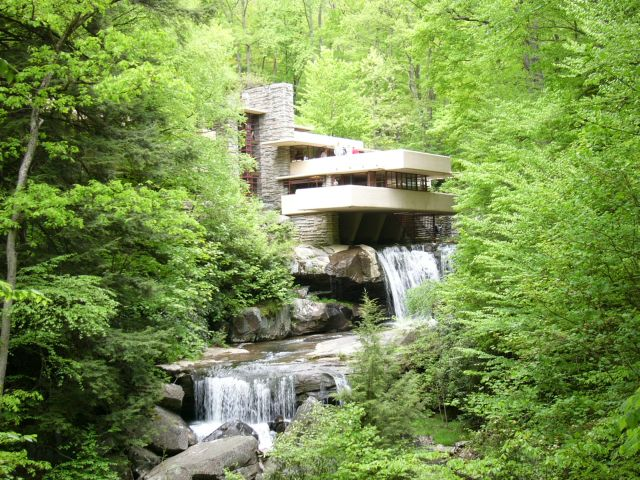
A Casa da Cascata de Frank Lloyd Wright, possivelmente uma das residências particulares mais famosas da história da Arquitetura

A propriedade destinada para uma única família, incorporada a um único lote, costuma ser entendida como o próprio arquétipo da casa. Embora, durante a história da Arquitetura e do Urbanismo ela tenha sido por várias vezes criticada, ainda é considerada um ideal de moradia para muitas pessoas. No Brasil ela é tradicionalmente encontrada isolada, no meio de um único lote urbano, recuada em relação à rua. Também é a tipologia mais comum nos subúrbios dos países centrais do capitalismo (especialmente nos subúrbios norte-americanos).
Entre as varias residências deste tipo podem-se destacar as seguintes tipologias:
- Bangalô: uma residência com um pavimento apenas.
- Sobrado: uma residência com dois ou mais pavimentos. É uma tipologia bastante comum no Brasil.[2]
- Casa geminada: duas ou mais residências que se aproveitam de uma mesma estrutura (daí serem consideradas "gêmeas").[3]

#### Apartamento

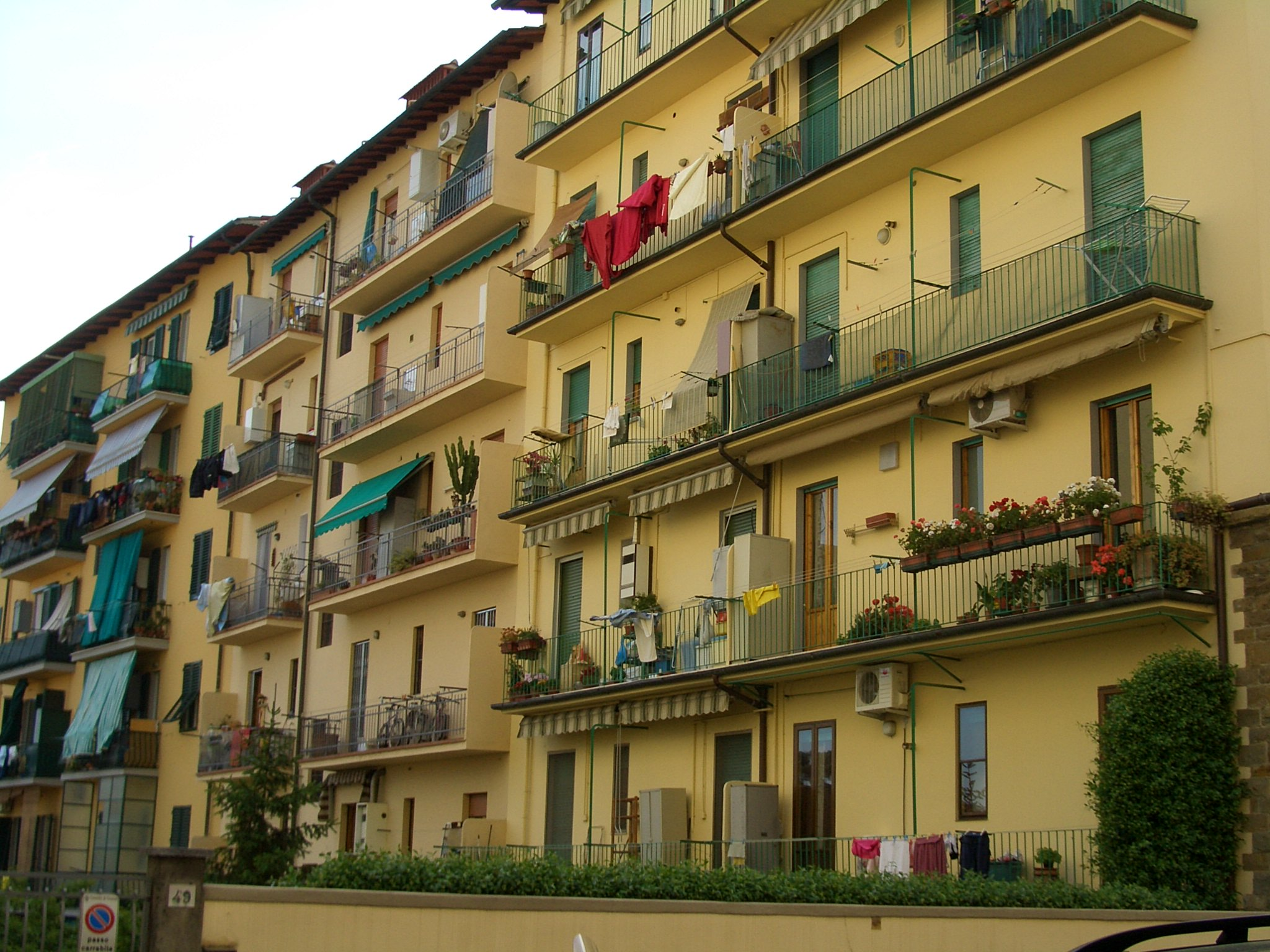
Blocos de apartamentos em Florença, na Itália

Entende-se que o apartamento corresponda a uma residência inserida em um conjunto multifamiliar (podendo ser um edifício de apartamentos ou um conjunto habitacional).
Diferentes tipologias de apartamentos seguem:
- Penthouse: nome dado a um apartamento que, por estar localizado no último andar de um edifício habitacional (no piso superior de um prédio), costuma ser o mais caro e o mais luxuoso.
- Quitinete: um apartamento pequeno, normalmente com poucas divisões (por vezes apenas uma Quitinete).
- Loft: originalmente a expressão loft foi utilizada em Nova Iorque, durante as décadas de 1960 e 1970 quando se queria fazer referência a unidades habitacionais que tivessem sido resultado da reforma de antigos galpões comerciais ou industriais, em significado muito próximo ao de estúdio. Com o tempo, o termo perdeu seu significado original e passou a ser adotado pelo mercado imobiliário, especialmente no Brasil, como sinônimo de apartamentos com mais de um pavimento (duplex) ou destinados a pessoas solteiras ou pequenas famílias.

## Forma e função

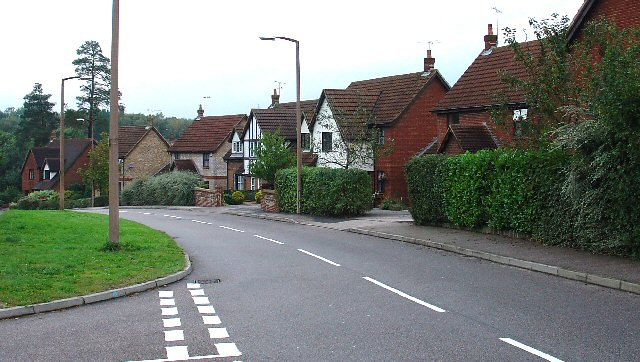
Casas na Inglaterra

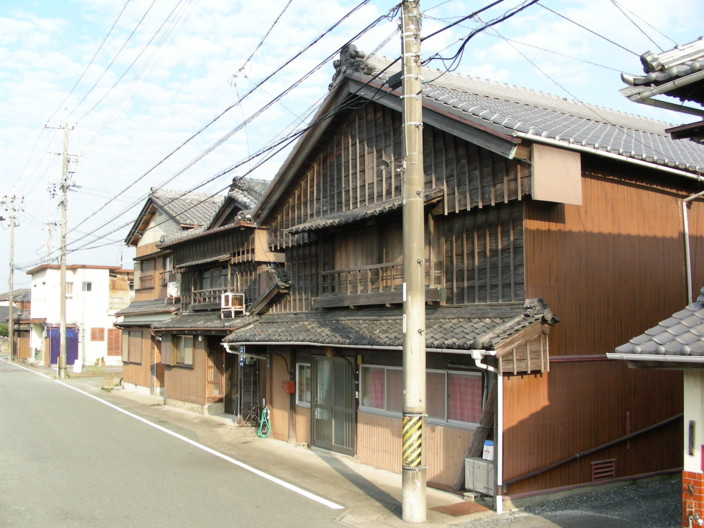
Casas no Japão

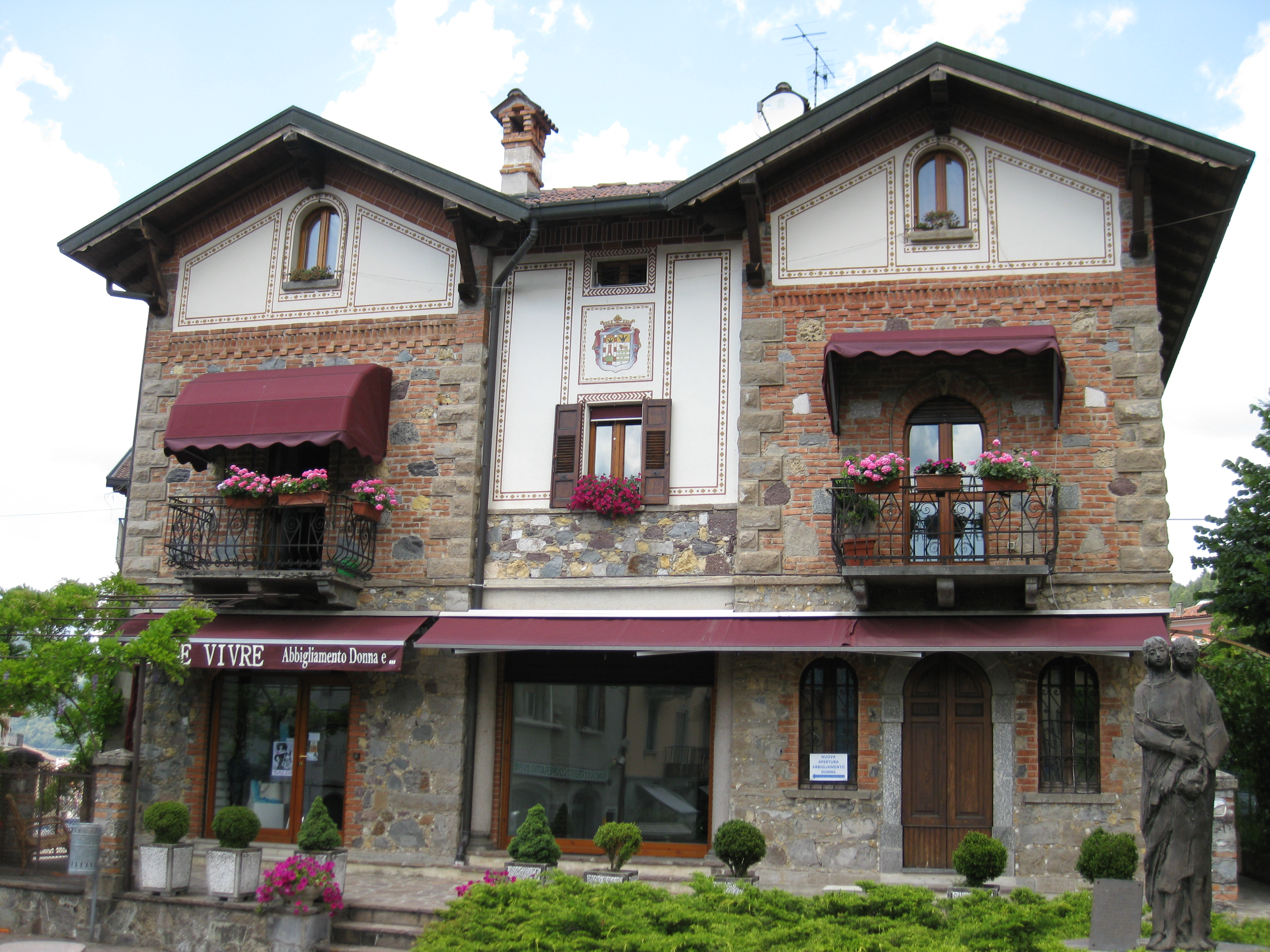
Casa na montanha Barzio, Itália

A definição do programa habitacional está relacionado às práticas sociais de cada grupo ou família. Por este motivo, a ideia de morar na tradição oriental pode ser diferente da ocidental, resultando em casas com formas e distribuições de funções diferentes.
No mundo ocidental convencionou-se estabelecer três domínios diferentes em uma mesma casa: o da esfera social, o da esfera íntima e o da esfera dos serviços. O conjunto destes três domínios constituiria a prática do morar. Cabe lembrar, no entanto, que a arquitetura moderna (assim como determinados movimentos da arquitetura pós-moderna) propuseram fortes questionamentos das ideias tradicionais do morar: eventualmente nas casas modernas verificava-se não a supressão destes domínios, mas da sobreposição de alguns de seus usos. O caso mais exemplar (e também aquele que mais foi apropriado por construções menos arrojadas) deste fenômeno é nas residências em que cozinha e sala de estar tornam-se um único ambiente.

### Espaços sociais

#### Sala de estar
Entre os espaços tradicionalmente considerados próprios à manifestação da coletividade em uma residência, a sala de estar é seu exemplar arquetípico. Normalmente esta sala é entendida como o espaço tanto da sociabilidade interna da família quanto como o espaço no qual a família sociabiliza-se com terceiros. Em casas tradicionais (ou mesmo em casas modernas, mas de padrão socioeconômico mais elevado), porém, tal divisão poderia ser ressaltada com a atribuição de uma sala específica para a família ("sala íntima") e outra para convidados. Com a difusão dos meios de comunicação de massas (como o rádio e a televisão), cada vez mais esta passou a ser uma sala de entretenimento, voltada para equipamentos como o televisor, o home theater, entre outros.

#### Varandas, terraços, alpendres e similares

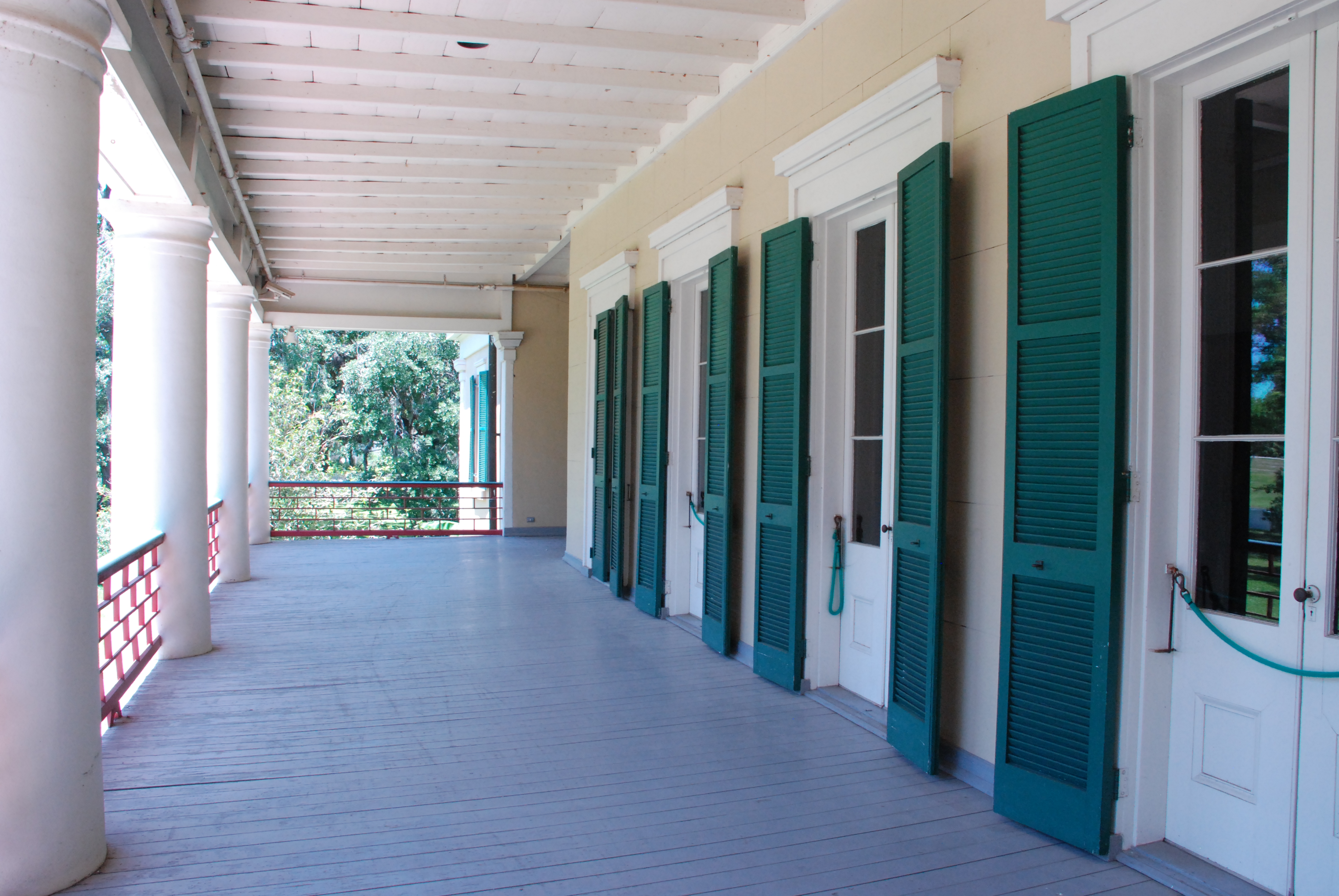
Varanda

Estas estruturas estabelecem uma transição entre os espaços internos e os externos da residência, sendo considerados espaços de lazer ou de descanso. Normalmente possuem integração visual com o jardim da casa ou com a própria cidade. A relação "exterior vs. interior" que estes espaços estabelecem varia de acordo com a situação cultural de cada casa ou das intenções de seu projeto arquitetônico: em casas mais tradicionais, verifica-se uma grande preocupação em estabelecer um caminho bastante marcado entre os espaços exteriores e os espaços íntimos, através não só das varandas como de vestíbulos e corredores internos à casa. Em residências ligadas à arquitetura moderna, nota-se uma maior preocupação com a integração espacial e com a desconstrução destes preconceitos.

#### Jardim

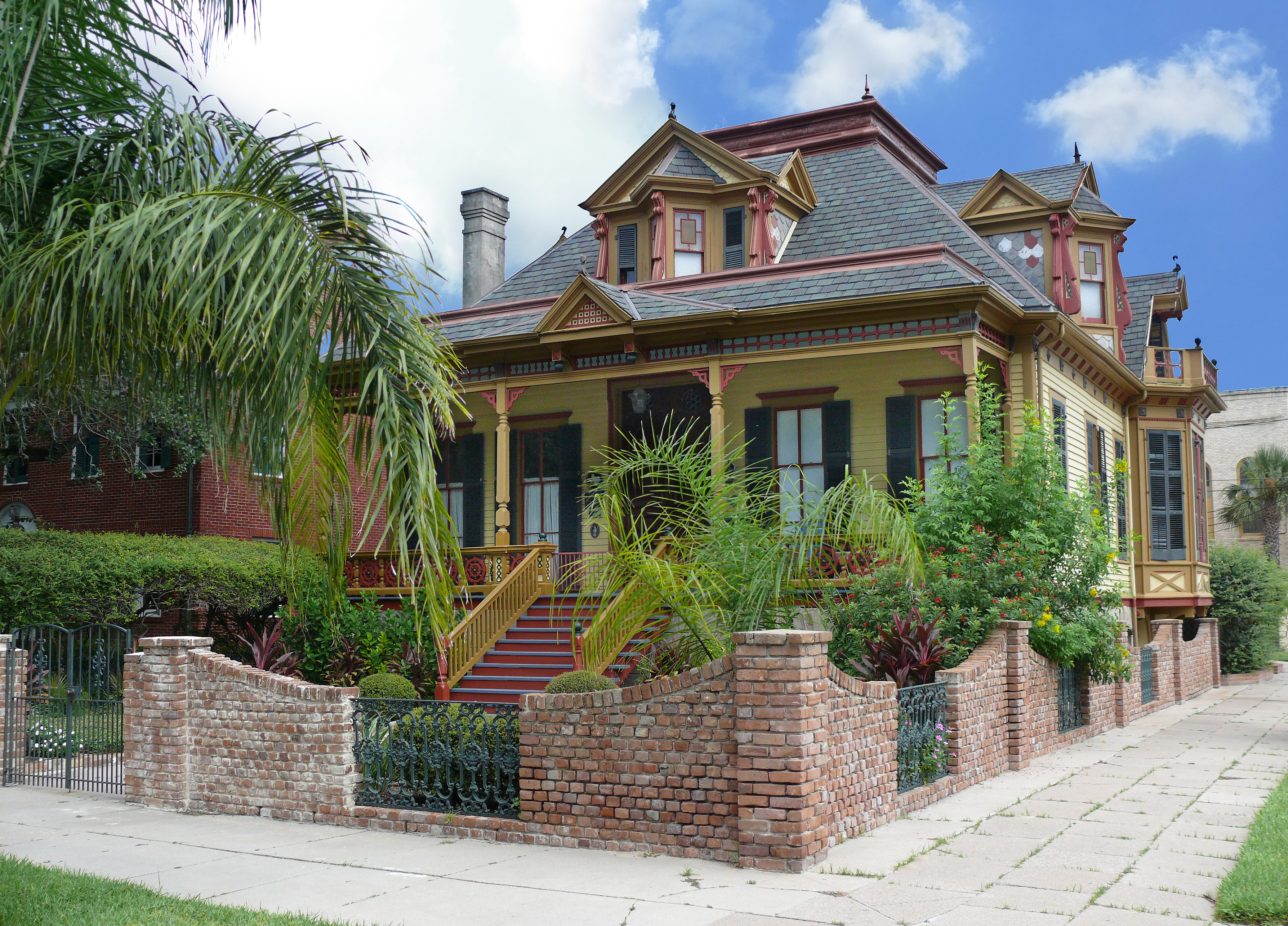
Jardim em frente a a uma casa

O jardim é um elemento próprio da residência urbana: ele tanto pode ser encarado como um pequeno "oásis verde" no meio da cidade como um respiro (um vazio) frente à massa edificada. Sua caracterização varia muito: ora ele assume um perfil meramente decorativo (no qual não é possível sequer caminhar), ora se torna de fato um espaço para descansar, brincar ou conversar. No Brasil, devido aos códigos de edificações que normalmente exigem que as residências estejam sempre recuadas em relação à rua, os jardins passaram a apresentar um caráter próprio.

#### Outros tipos de salas
Dependendo do tamanho da residência verificam-se cômodos denominados como sala de jantar, sala de jogos, entre outros.

### Espaços íntimos

#### Quarto de dormir

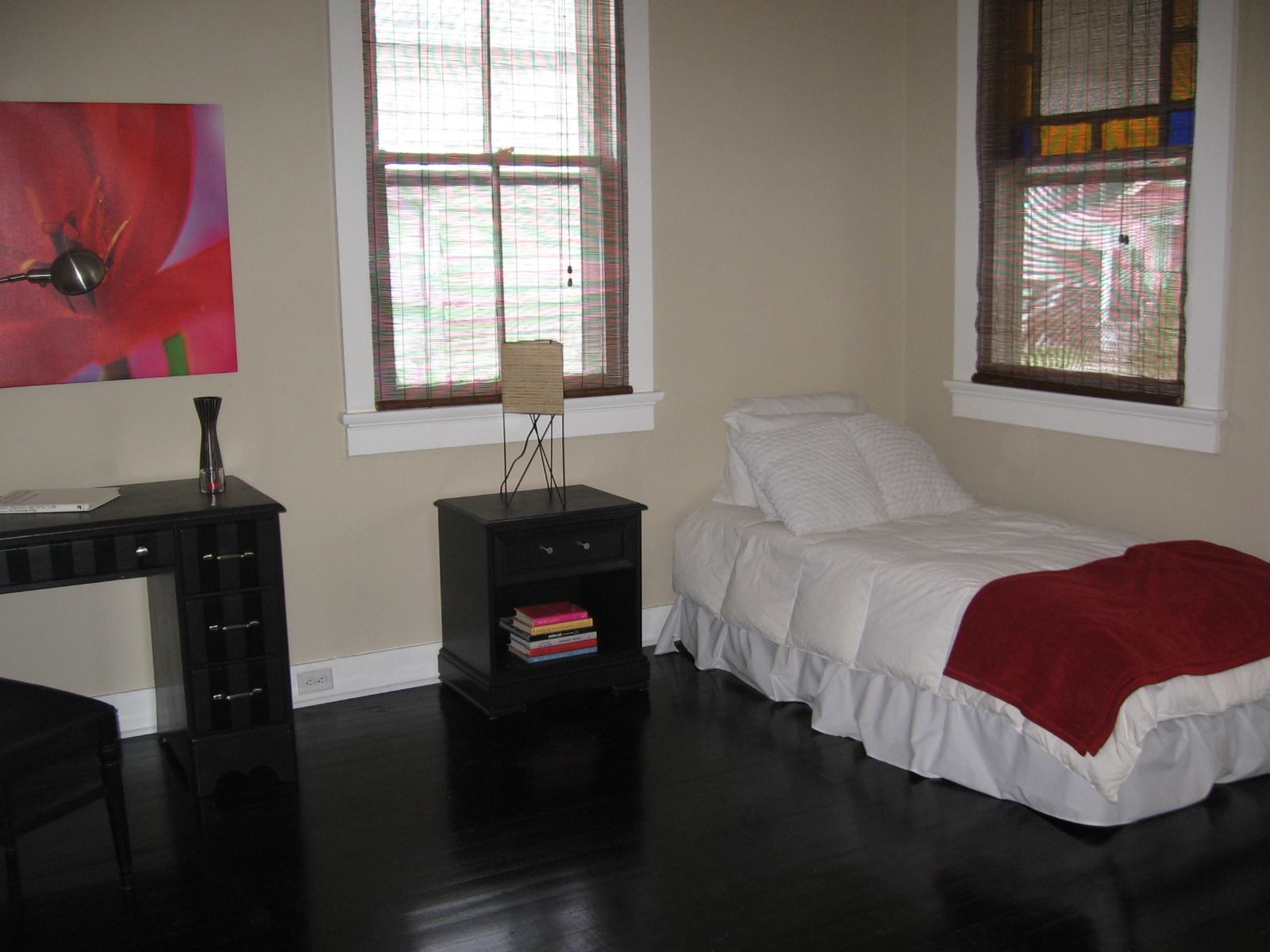
Quarto de dormir

O espaço íntimo por definição é aquele ligado ao recolhimento e ao sono. Neste sentido, o arquétipo para o espaço íntimo é o quarto de dormir (ou dormitório): dentro de uma casa, cada quarto pode representar a privacidade de cada um dos indivíduos que constituem uma mesma família, enquanto a casa representa a privacidade da própria família. No entanto, cabe lembrar que a história da arquitetura possui exemplos de residências (especialmente aquelas ligadas, novamente, à arquitetura moderna) que desafiam este preconceito, tornando o dormitório um espaço dinâmico que pode se transformar em diferentes espaços ao longo do dia. A tradição oriental também lida com esta dinâmica: espaços que durante o dia possuem outros usos transformam-se em dormitórios à noite pela movimentação de paredes, cortinas e mobiliário.

#### Instalações sanitárias

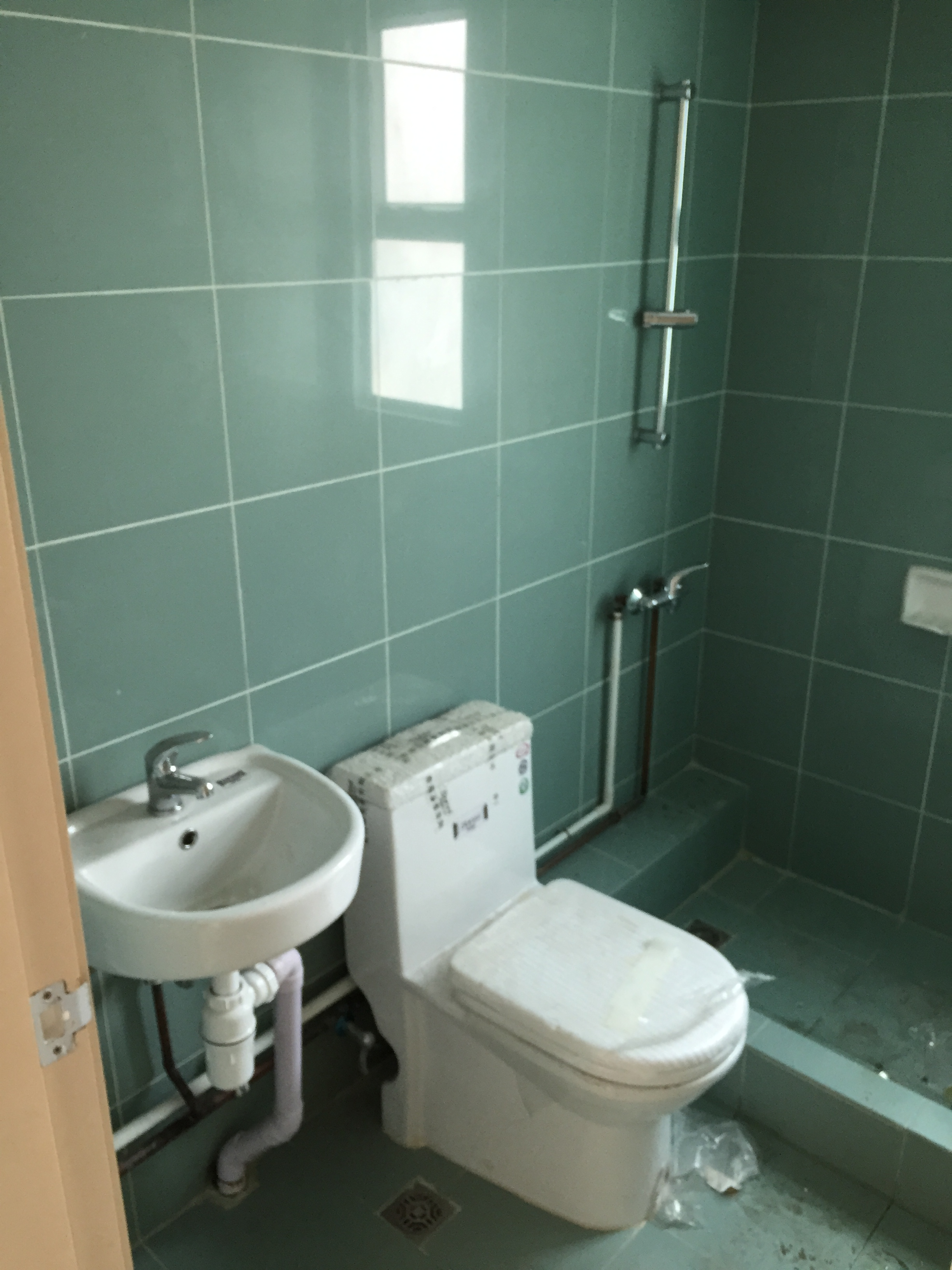
Banheiro

Embora tradicionalmente seja considerado um espaço utilitário o banheiro foi, ao longo do século XX, cada vez mais utilizado (e vendido pelo mercado imobiliário) como um espaço íntimo (chegando a situações - criticadas por especialistas - em que apartamentos relativamente pequenos apresentem mais de três banheiros). Em algumas habitações a casa de banho é hoje um espaço de usufruto muito apreciado. O banheiro, nos últimos anos, passou a ser visto como um local de refúgio e relaxamento, sendo relativamente comum encontrar jacuzzis e spas em banheiros de residências. Observa-se ultimamente uma integração do banheiro com o quarto, como pode ser observado em outras áreas da casa esta junção de cômodos.

### Espaços de serviços

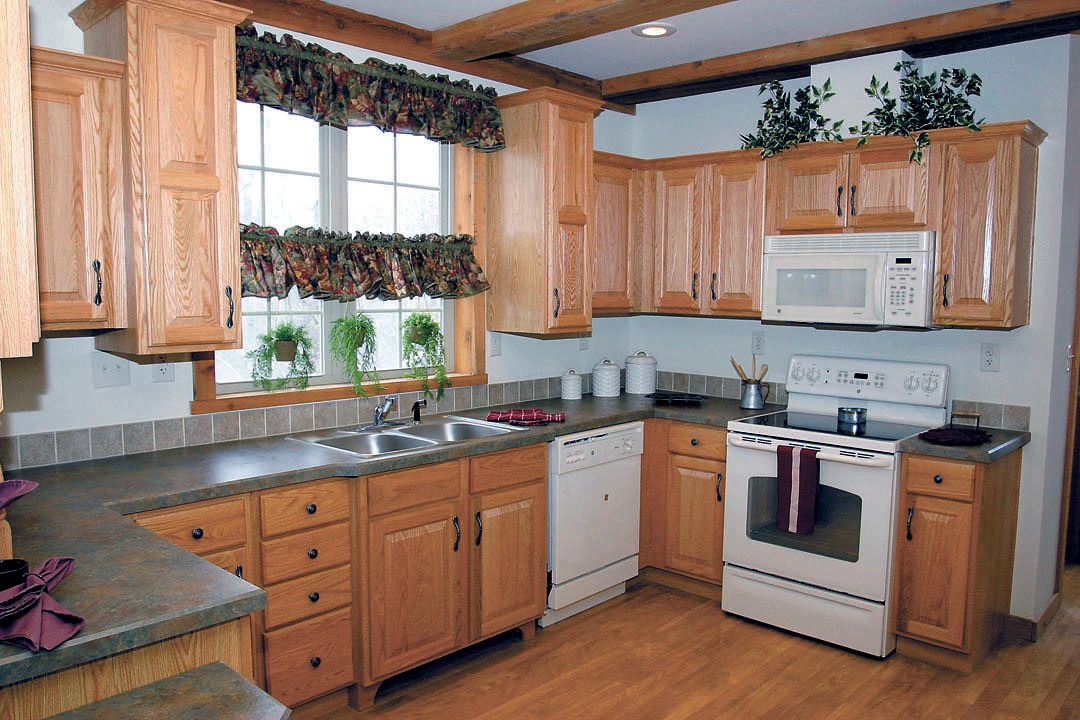
Cozinha

A cozinha é o espaço de serviços arquetípico: é nela que se concentra a produção durante situações sociais (como festas e banquetes oferecidos pela casa) ou da própria vida familiar. Porém a cozinha passou cada vez mais a ser entendida como um espaço de sociabilidade, especialmente à medida que o papel da mulher na sociedade industrial ganhou mais destaque (de um lado a mulher deixou de possuir uma posição marginal na casa, emancipando-se, e de outro o próprio ato de cozinhar deixou de ser considerado trabalho secundário, passando a ser efetuado por todos os integrantes da família ou por pessoas solteiras). As vanguardas arquitetônicas também possuíram algum papel nessa alteração do perfil da cozinha.
Outros espaços de serviços são aqueles ligados à circulação interna à casa e à limpeza. Uma estrutura, normalmente considerada acessória à casa e muito comum no Brasil é a edícula (uma construção anexa, mas não interligada, à casa principal).

## Mobilidade
As casas podem ser fixas ou móveis, as casas móveis surgiram na Europa com o povo cigano, tradicionalmente nômandes, eram chamadas de vardos. A Bristol Carriage Company em 1880 foi a primeira companhia a vender casas móveis, foram chamas de Wanderers.
Nos Estados Unidos, as casas móveis se popularizaram no final do século XIX com a expansão para o oeste. Com o advento dos veículos a motor no início do século XX, se tornaram divertimento daqueles que viajavam durante o período de férias, nos EUA com o nome de trailer, e na Europa com o nome de caravana.
A partir da década de 1950 os trailers começaram a ser usados como uma forma de moradia fixa de baixo custo, em 1956 começou-se a se usar o termo mobile home. Com o tempo, as mobile homes adquiriam algumas padronizações de fundação do terreno e de tamanho como as single-wides (5,5 por 27 metros) e as double-wides (6,1 por 27 metros). No Reino Unido, tem dimensões máximas de 6,8 por 20 metros.
A grande vantagem das mobile homes é o preço, chegando a custar preços semelhantes ao de automóveis, é uma alternativa para aqueles que querem escapar dos longos anos de financiamento tradicional de imóveis, são construídas e montadas rapidamente, também podem ser transportadas.
A desvantagem é a fragilidade das construções, apesar da recente melhora na qualidade, são menos resistentes que as casas de alvenaria e não costumam resistir a furacões de categoria acima da F2, por isso, grande parte de seus moradores fazem seguro de suas casas.
Devido a padronização, surgiram mobile home parks, utilizados principalmente para locação daqueles que não tem terrenos próprios, existem aproximadamente 38 mil mobile home parks nos Estados Unidos, muitos usados por pessoas de baixa renda, mas também usados como moradia de veranistas e de idosos.

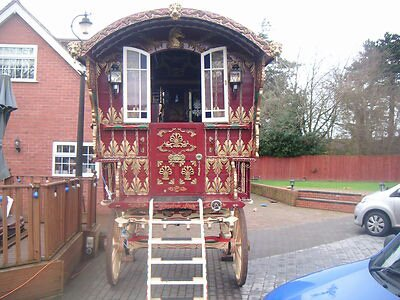
Um vardo cigano típico do século XIX
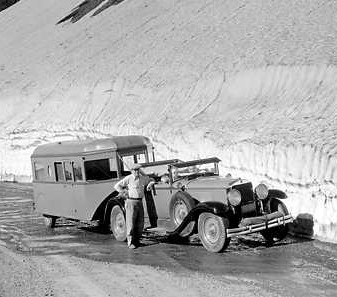
Típico trailer do início do século XX
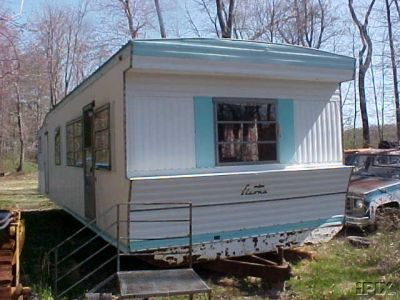
Mobile home da década de 1960
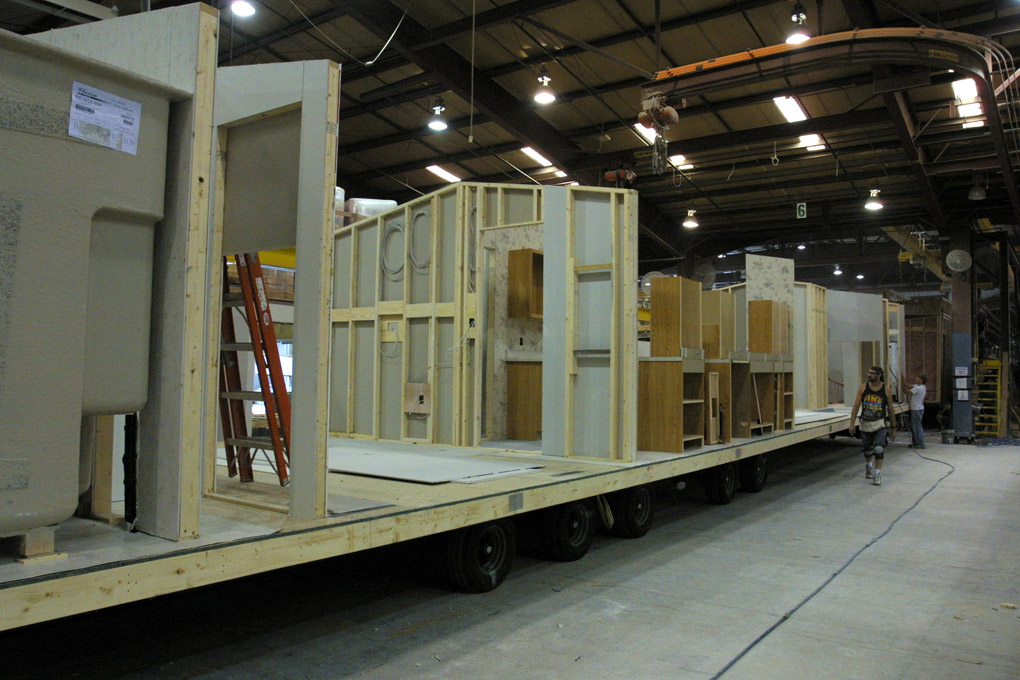
Interior de uma fábrica de mobile homes pré-fabricadas nos Estados Unidos
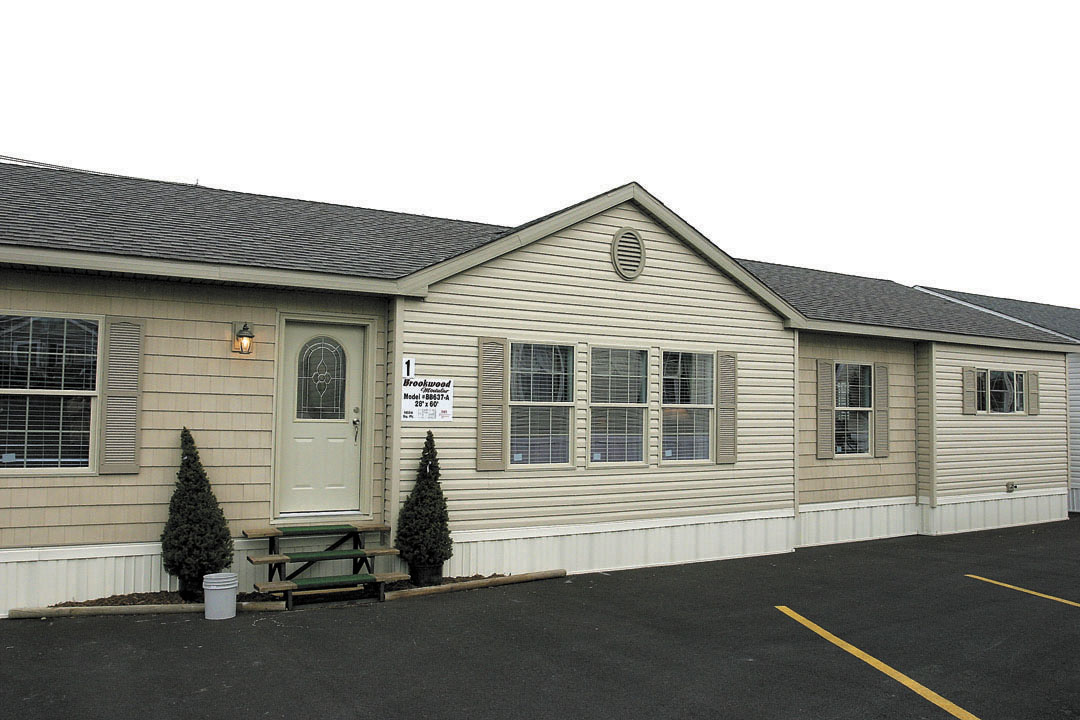
Mobile home atual
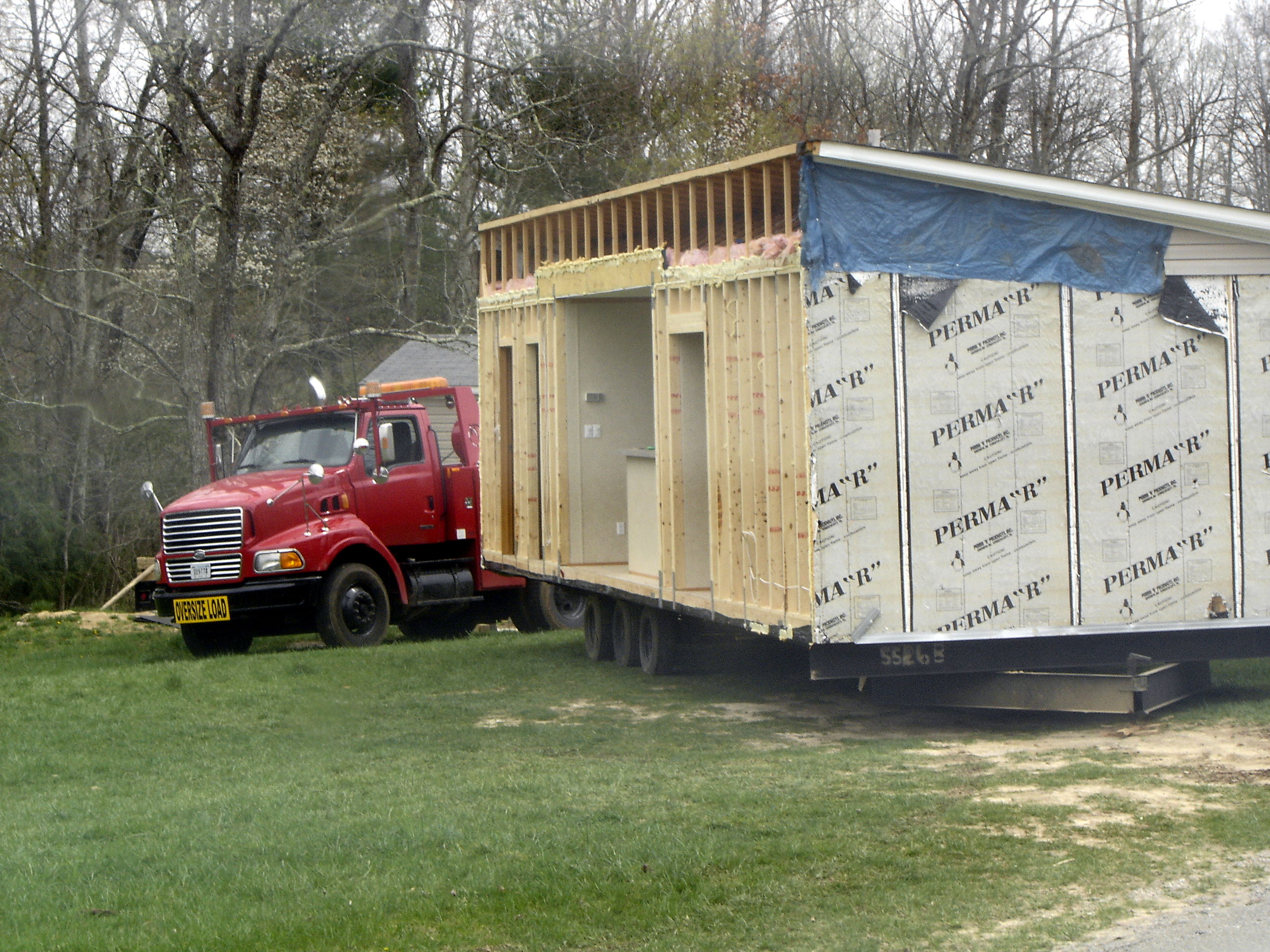
Parte de uma mobile home que é montada se combinando com outras
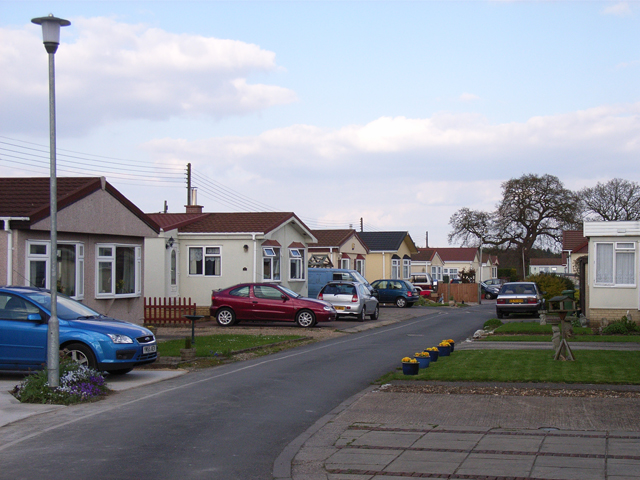
Mobile homes no Reino Unido
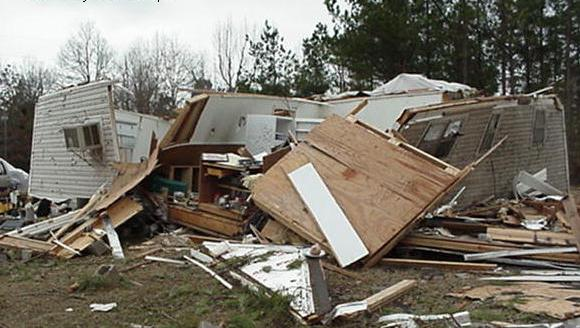
Mobile homes costumam ser destruídas por furacões de categoria acima da F2

## História da moradia
Normalmente se entende que a casa surge como elemento fundamental da constituição da vida humana no momento em que o ser humano abandona o nomadismo e passa a abrigar-se em sítios específicos. O desenvolvimento do conceito de casa, assim como o da sua diferenciação do simples conceito de abrigo, ocorre paralelo à definição por parte do homem de conceitos como território, lugar e paisagem: a casa, como propriedade, estabelece relações entre indivíduos e entre grupos sociais, passando eventualmente a ser identificada com a ideia de poder. Como já ressaltado, porém, o desenvolvimento do conceito de casa é fruto de um processo sociocultural, de tal forma que em diferentes locais do mundo e em diferentes sociedades ele evoluiu de maneiras diversas.
O estudo histórico da residência, porém, poucas vezes gozou de posição privilegiada na historiografia da arquitetura, a não ser pelo estudo das obras de exceção que se eventualmente se verificam em sua história (como no estudo das villas paladianas do Renascimento ou das residências do movimento moderno, por exemplo). Além disso, o estudo das casas populares dos diferentes períodos históricos muitas vezes depende de pesquisas arqueológicas que se baseiam em poucas fontes e raros vestígios, visto que são poucos os exemplares que porventura tenham sobrevivido ao tempo. Por outro lado, o estudo de tais casas também é um elemento importante de diversas pesquisas de caráter antropológico. Por todos estes motivos, nota-se que há atualmente algum conhecimento acadêmico consolidado com relação ao estudo das residências de determinados períodos (como o das casas romanas) ao mesmo tempo que há pouco sobre outros (como o das casas populares medievais ou mesmo de períodos mais recentes).

### Antiguidade
A ideia de casa como sinônimo de propriedade privada de um indivíduo ou de uma família (e portanto sinônimo de um poder ou força social) não acontece de imediato, à medida que as sociedades da Antiguidade evoluem, revelando-se ao contrário um processo lento e de diferentes manifestações. Tal ideia se dará de fato com a democracia grega, de tal forma a que a cidade grega clássica estabeleça modelos de urbanidade e de relações entre as casas que permanecem de alguma forma vivos na sociedade contemporânea ocidental.

#### Casa grega
Segundo os atuais estágios de investigação arqueológica e histórica, os principais modelos existentes atualmente sobre a casa grega se referem a exemplares localizados em Atenas e relacionados ao período da democracia naquela cidade, durante os séculos V e IV a.C. Segundo tais modelos e os estudos que se seguiram a eles, para os gregos, não havia a ideia de lote urbano: a casa ocupava todo o espaço possível e demandado pelo seu senhor, possuindo diretamente uma saída para a rua.
A casa grega voltava-se para dentro: acontecia ao redor de um pátio interno, o qual existia mesmo nas menores casas. Segundo os estudos sobre as ruínas atenienses, as casas em geral variavam entre 150 a 250 m², tamanho que as tornava próximas de lotes urbanos típicos do Brasil urbano contemporâneo, por exemplo. O setor das casas voltado para a rua normalmente englobava os cômodos dominados pelo pai da família e pelos homens da casa (e possivelmente os únicos cidadãos que ali moravam, visto que as mulheres e escravos não possuíam tal status) e era conhecido como androceu, enquanto o setor dominado pelas mulheres era chamado gineceu. Para os gregos, visto que a casa era a expressão da propriedade privada do seu senhor, ela também era a manifestação da esfera privada da vida urbana (enquanto a esfera pública se dava em espaços como a ágora, a pnix, e as ruas). Desta forma, a casa era considerada território inviolável. Normalmente era térrea, embora fossem também comuns aquelas estruturadas em dois pavimentos.

#### Casa romana
Diferentemente daquilo que se sabe a respeito da arquitetura residencial grega, aparentemente as casas romanas variavam bastante em seu formato, tamanho em caráter. De qualquer forma, conhecem-se hoje alguns modelos destas habitações, os quais reproduziam-se (e, consequentemente, sofriam alterações várias) nas diversas cidades fundadas pelos romanos. Uma das primeiras diferenças em relação à casa grega é a generalização da existência de não mais um, mas de dois pátios nas residências unifamiliares romanas: tal aspecto costuma ser apontado como uma evidência do caráter patriarcal daquela sociedade, visto que um dos pátios seria restrito à circulação dos homens da casa.
Verificavam-se dois modelos bastante difundidos de residências em Roma: as insulas (caracterizadas como edifícios de múltiplos andares, normalmente usufruídos via aluguel, e destinados às camadas populares) e os domus (residências maiores, unifamiliares e destinadas às camadas mais ricas, normalmente situadas em pontos mais altos das cidades).
Constituindo-se de uma sociedade essencialmente urbana, porém, os romanos também desenvolveram um modelo peculiar de residência rural, a qual ficou conhecida como villa (embora a palavra não tenha relação direta com o atual significado de "vila" e nem pretende denotar um conjunto de casas, mas apenas uma). A villa caracterizava-se como uma grande propriedade associada aos patrícios, rodeada de pomares, jardins, fontes e outros elementos paisagísticos. Este modelo foi de tal forma presente na arquitetura romana que ele foi mais tarde adaptado às necessidades das elites do Renascimento: arquitetos como Andrea Palladio desenvolveram projetos de villas que se tornaram bastante relevantes na história da arquitetura.
Cabe também notar que a palavra lar era utilizada neste contexto para se referir à divindade domiciliar dos romanos, única para cada residência.

### Idade Média
A configuração da residência europeia medieval variou bastante ao longo do tempo, visto que trata-se de um período longo. Também variava em tamanho de acordo com a camada social, embora a construção mais comum fosse aquela constituída, de uma forma geral de um único recinto, composto por poucas peças de mobiliário (como alguns assentos e baús) e principalmente por uma lareira (ou mesmo uma fogueira) em seu centro, a fim de se evitarem incêndios. Todas as atividades eram realizadas e compartilhadas neste recinto único (alimentar-se, dormir, trabalhar, entre outros). As casas rurais e as urbanas diferiam bastante, mas a superposição de funções era comum.